# Bolszoje Wostroje
Bolszoje Wostroje (ros. Большое Вострое) – wieś w Rosji, w rejonie wielikoustidzkim obwodu wołogodzkiego. W 2021 r. była niezamieszkana.